# Dutch Ruppersberger
Charles Albert Ruppersberger III, dit Dutch Ruppersberger, né le 31 janvier 1946 à Baltimore, est un homme politique américain, membre du Parti démocrate et élu du Maryland à la Chambre des représentants des États-Unis de 2003 à 2025.

## Biographie

### Carrière dans le Maryland
Dutch Ruppersberger est originaire de Baltimore. Après un doctorat en droit de l'université de Baltimore en 1970, il devient avocat. Il est adjoint au procureur du Maryland de 1972 à 1980.
En 1978, il est le candidat nommé par le Parti démocrate au Sénat du Maryland mais est battu. Il est membre du conseil du comté de Baltimore à partir de 1985 et le dirige du 5 décembre 1994 au 2 décembre 2002 avec le titre de Baltimore County Executive.

### Représentant des États-Unis

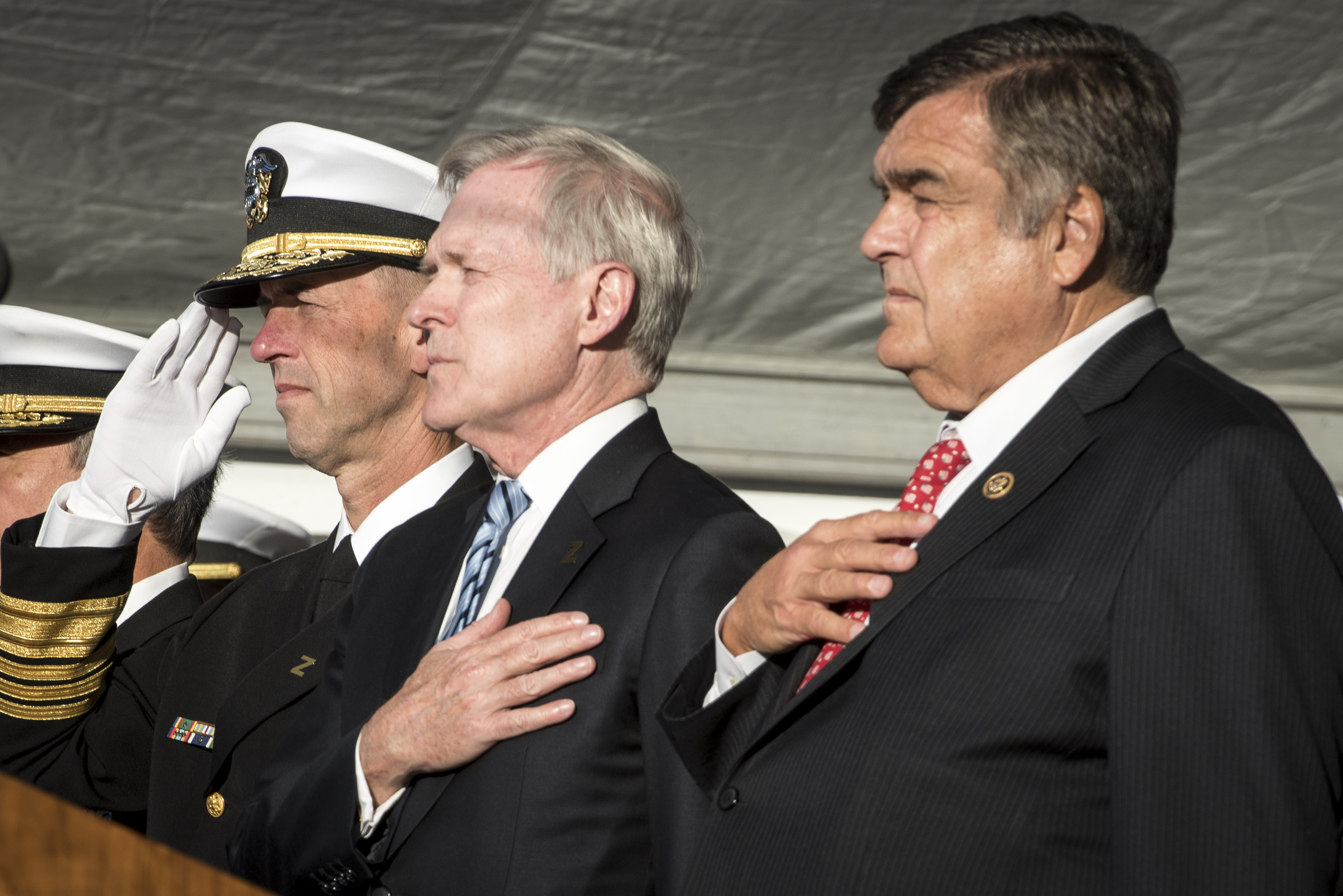
John M. Richardson, Ray Mabus et Dutch Ruppersberger en 2016.

Lors des élections de 2002, il se présente à la Chambre des représentants des États-Unis dans le 2e district du Maryland. Il est élu avec 54,16 % des voix face à la républicaine Helen Bentley. Il est réélu tous les deux ans avec plus de 60 % des suffrages, son plus haut score étant de 71,90 % lors des élections de 2008.
Lors des 113e et 114e législatures du Congrès des États-Unis, il est le démocrate le plus haut placé (en anglais : ranking member) du United States House Permanent Select Committee on Intelligence, les républicains contrôlant sa présidence du fait de leur majorité dans l'assemblée.
Le 26 janvier 2024, il annonce qu'il ne se représentera pas aux élections de novembre 2024.